# Der kalte Hauch des Geldes
Der kalte Hauch des Geldes ist ein deutsches Theaterstück von Alexander Eisenach. Es wurde im Jahr 2016 in der Inszenierung des Autors am Schauspiel Frankfurt uraufgeführt.
Eisenachs Originaltext ist im Rowohlt Theaterverlag verlegt.

## Handlung
Im Stück Der kalte Hauch des Geldes geht es um das Schicksal des US-amerikanischen Goldgräberstädtchens El Plata. Seine Einwohner, der Goldmagnat Baxter, der Sheriff Logan, der Kopfgeldjäger Sam und die Prostituierte Mariesol sehen sich mit dem Eintreffen des Fremden Nomoney konfrontiert. Vor diesem Hintergrund reflektieren alle Beteiligten wirtschaftliche Strukturen, Gewalt und Gesellschaft El Platas. Es bilden sich neue Fronten und kapitalismuskritische Sichtweisen befeuern den Konflikt zwischen Baxter und Nomoney.

## Inszenierungen

### Alexander Eisenach / Schauspiel Frankfurt
Alexander Eisenachs Inszenierung des eigenen Textes hatte am 11. November 2016 in den Kammerspielen des Schauspiel Frankfurt Premiere. Es war auch die Uraufführung des Stücks.
Besetzt ist das Stück mit Christian Kuchenbuch als Baxter, Sina Martens als Nomoney, Christoph Pütthoff als Sheriff Logan, Lukas Rüppel als Sneaky Sam und Verena Bukal als Mariesol. Der Sänger und Komponist Bernhard Karakoulakis alias Boo Hoo begleitet das Geschehen auf der Bühne musikalisch, unter anderem mit einer akustischen Cover Version des Motörhead Stücks Ace of Spades. Die Inszenierung setzt unter anderem Live Kamera und Videoprojektionen des Filmemachers Oliver Rossol ein. Das Bühnenbild stammt von Daniel Wollenzin. Das Kostümbild hat Julia Wassner entworfen.

#### Auszeichnungen
Eisenach wurde für seine Inszenierung von Der kalte Hauch des Geldes mit dem Kurt-Hübner-Regiepreis 2016 ausgezeichnet.
Zur Begründung heißt es:
Wie Eisenach aus all dem popkulturellen Strandgut seinen eigenen Western-Saloon zimmert, in dem zudem ein unverwechselbares Diskursklima herrscht, das verrät den stilsicheren Jungkünstler, der auch die gängigen Theatermittel, indem er sie mit Aplomb verwendet, zum Material seiner Belustigung macht: Er läuft den aktuellen Trends der Darstellung also nicht blind nach, sondern er verwendet sie wie etwas potenziell „Historisches“ – wie etwas, woran man in einigen Jahren eine versunkene Theaterepoche, die „Zehnerjahre“ des deutschen Theaters, erkennen wird.

### Peter Kastenmüller / Theater am Neumarkt Zürich
Peter Kastenmüllers Inszenierung von Der kalte Hauch des Geldes hatte am 24. Februar 2017 am Theater am Neumarkt Zürich Premiere.
Die Besetzung: Sophie Arbeiter, Martin Butzke, Lotti Happle und Samuel Braun. Das Bühnenbild stammt von Besim Morina.